# Roberto Micheli
Roberto Micheli (16 maggio 1997) è un pentatleta italiano.

## Biografia
È fratello maggiore della pentatleta Elena Micheli, e di Giorgio, anch'egli pentatleta. Si è diplomato presso il Liceo Ginnasio Statale Giulio Cesare di Roma. Cresciuto tra le file della S.S. Lazio pentathlon, passa al Gruppo Sportivo delle Fiamme Oro nel 2017. 
Si è laureato campione continentale nella staffetta agli europei di Nižnij Novgorod 2021, con Giuseppe Mattia Parisi.
Nel 2022 ottiene il primo podio individuale in un Campionato Italiano Assoluto, giungendo terzo al traguardo.  Nel 2024 vince la gara, laureandosi campione italiano.
Ai III Giochi europei di Cracovia 2023 ha vinto la medaglia di bronzo nella gara a squadre maschile, con Giorgio Malan e Matteo Cicinelli.
È studente di Architettura e Design.

## Palmarès
- Giochi europei

Cracovia 2023: bronzo nella gara a squadre maschile;
- Europei

Nižnij Novgorod 2021: oro nella staffetta;